# Памятник В. М. Примакову (Чернигов)
Памятник В. М. Примакову — снятый с государственного учёта памятник монументального искусства местного значения в Чернигове (Украина).

## История
Решением исполкома Черниговского областного совета народных депутатов от 17.11.1980 № 551 присвоен статус памятник монументального искусства местного значения с охранным № 72 под названием Памятник В. М. Примакову — советскому военному деятелю.
Был расположен в «комплексной охранной зоне памятников исторического центра города», согласно правилам застройки и использования территории.
Руководствуясь Законом Украины «Про осуждение коммунистического и национал-социалистического (нацистского) тоталитарных режимов в Украине и запрет пропаганды их символики», Приказом Министерства культуры Украины от 04.04.2016 года № 200 (дополнение 13) «Про не занесение объектов культурного наследия в Государственный реестр недвижимых памятников Украины» был снят с государственного учёта, 23 июня 2016 года демонтирован памятник В. М. Примакову.
Перенесён на временное хранение на территорию КП «Спецкомбинат КПО». Также имеется другой памятник В. М. Примакову на территории музея-заповедника М. М. Коцюбинского — бюст на прямоугольном постаменте с надписью «Віталій Примаков».

## Описание
В 1972 году на Аллее Героев был установлен памятник в честь советского военного деятеля, командира Червонного казачества времён Гражданской войны, уроженца Черниговщины Виталия Марковича Примакова. В период 1981-2016 годы одна из улиц Чернигова носила название в честь Примакова.
Памятник представлял из себя гранитный бюст размером две натуры, опирающийся на пьедестал из чёрного лабрадорита (2,8 м × 0,9 м × 0,7 м). На передней плоскости пьедестала высечена надпись «Віталій Маркович Примаков», ниже: «Організатор  і  керівник  Червоного козацтва, славний рицар революційної  України. 1897—1937» («Организатор и руководитель Красного казачества, славный рыцарь революционной Украины. 1897—1937»). Авторы: скульптор — Ф. А. Коцюбинський, архитектор — Г. А. Урусов.